# 薄熙来之歌
《薄熙来之歌》，是2009年中国民间两位音樂人──山东诗人孟凡晓和江西音乐人李磊合作作词、李磊作曲的一首以重庆打黑除恶专项行动为题材、赞扬时任中共第十七届中央政治局委员兼重庆市委书记薄熙来的红歌。2010年2月初，李磊拍摄、制作了歌曲视频并发表在互联网上，此歌迅速走红。

## 作者背景
曲作者（参与作词）、原唱兼原版视频制作者李磊，男，江西人，1962年出生，曾为国有摩托车厂工人，2007年“下岗”后无固定收入来源，在江西各地做小生意，创作此歌前从未到过重庆，也没有实地接触过山东的孟凡晓。他爱好音乐，此前已创作了约100首歌曲，多与时事政治有关，如《怒吼吧！埃及雄獅》（歌颂2011年埃及革命）、《浩然正氣趙紫陽》、《打假猛士》（“献给方舟子先生”）、《十里長街》、《自由的力量》、《中國夢》、《拥护咱们的习近平》等等。他希望拥有自己的录音工作室，自稱“紅衣大叔”，并梦想成为“中国的苏珊大妈”。
主要词作者孟凡晓，男，山东人，诗人，时年约23岁，自称是孟子的第74代传人。

## 创作背景
李磊说，他下岗后曾在江西摆地摊卖衣服，曾遭“黑社会”抢走货品和勒索；重庆打黑是2009年中国的社会热点话题，薄熙来领导打黑值得表扬，自己只是希望通过歌曲表达“民意”，并非搞个人崇拜。

## 创作经过
李磊说，2009年8月，他把自己作曲赞扬薄熙来在重庆打黑的愿望告诉了孟凡晓，得到孟的同意。李磊花了4个月创作，谱曲后使用即时通讯软件QQ的聊天功能与远在山东、未曾谋面的孟凡晓一起作词，最后两人在孟凡晓主创的约4到5版歌词中选择了现在这个版本。

## 歌词结构
这首颂歌的歌词[外链]由两段组成，内容分别是：
- 第一段以“你的目光像刀剑，闪烁着寒光……刺破了腐败和黑暗”开头，称赞薄熙来反腐打黑手腕强硬，以致其威名令贪官“闻风丧胆”；接着，具体肯定了薄熙来治下改善重庆治安、建设“平安重庆”的政绩，认为他不愧被誉为“打黑书记”；评价薄熙来为人民的“靠山”（或“保护伞”）和“和平年代的英雄”。
- 第二段开场赞美薄熙来的笑容热情洋溢，对群众的态度“非常亲善”，称其个性得到了老百姓的“交口称赞”，转而又歌颂薄熙来“嫉恶如仇”的“英雄气概”，形成了爱憎分明（形如雷锋所谓“对待同志要像春天般温暖，对敌人要像严冬般冷酷无情”那样立场坚定、斗志强）的鲜明对比；随后，高度评价薄熙来在重庆关心民生、“整风肃贪”，注重社会公平正义的政策措施，表达了“人民”寄托在薄熙来或类似人物身上的期盼。最后，全歌以两遍“薄熙来，薄熙来，中国需要千百个英雄！”结尾。

## 视频推广
2010年2月初，李磊花了2天时间，在江西省南昌市洪州古城公园使用数码相机和三脚架等设备自拍自唱，然后在自己家中编辑视频（钮理安负责伴奏和MIDI）。该视频[外链]以洪州古城公园为背景，主唱李磊为唯一演员，多次穿插薄熙来在不同场合的照片，全长约3分钟，片尾有“诚招植入式广告，收费低廉”、“2010年2月9日制作，拍摄于洪州古城”等字幕，被李磊传到网上后迅速走红。

## 重庆反应
2010年3月2日，李磊接受《联合早报》记者采访时说，他在2010年春节（2月14日）前联系过重庆电视台，表达了希望受邀去重庆录制音乐电视片并在电视台播放的愿望，重庆台工作人员表示会报告其上级，但此后李磊未获答复。
2010年3月6日下午，第十一届全国人民代表大会第三次会议重庆市代表团全体会议审议温家宝代表国务院向大会所作的《政府工作报告》。会后，第十一届全国人大代表薄熙来接受了记者的采访。当记者问及其第二任妻子、北京市昂道律师事务所（原名“北京市开来律师事务所”）原主任律师谷开来时，薄熙来对夫人帮助打黑表示感谢：
|  | 我的夫人谷开来是中国第一批律师。不仅法律知识，国际文化的知识也很丰富。她的知识，特别是法律知识在‘打黑’中给了我很大帮助。为了我，她做出了巨大牺牲。十几年前律师事务所办得正红火的时候急流勇退，专心做学问，我是很感动的。 |

有记者问薄熙来有没有听过网上流行的“薄熙来之歌”，薄熙来连连摆手，笑答：
|  | 某某人之歌要删掉。 |

## 后续反响
民间批评者表示，作者在进行自我炒作或对薄熙来的个人崇拜；还有阴谋论，猜测此歌可能是“捧杀”薄熙来的政治阴谋。
2010年，中国著名异议人士艾未未等人到重庆市某监狱探视被重庆当局判刑的著名律师李庄时录制了翻唱《薄熙来之歌》的视频[外链]并上传到互联网，公开讽刺薄熙来。

2012年9月28日，中共中央决定给予薄熙来开除党籍、开除公职处分，对其涉嫌犯罪问题及犯罪问题线索移送司法机关依法处理。9月29日，中央媒体光明网发表评论员文章《薄熙来下场再证文革模式是一条死路》，其中提到薄歌：
|  | 薄熙来设计打造自己的魅力形象，鼓励放任那些肉麻地吹嘘和“歌颂”自己的文字和歌曲，但对任何不利于自己的言词甚至哪怕仅仅是表示，都要以其不被监督和限制的权力，动用专政的力量给予最严厉的打击。《薄熙来之歌》的诞生和扩散，反感薄熙来并有所表示的人所受到的非人道迫害，就是再好不过的证明。 |